# Jupiter LV
Jupiter LV, tên tạm thời trước đây là S/2003 J 18, là một vệ tinh tự nhiên của Sao Mộc. Jupiter LV được phát hiện bởi một nhóm các nhà thiên văn học do Brett J. Gladman dẫn đầu năm 2003.
Jupiter LV có đường kính khoảng 2 km và quay quanh Sao Mộc ở khoảng cách trung bình 20.220 Gm trong 587,38 ngày, ở độ nghiêng 146 ° so với mặt phẳng hoàng đạo (148 ° so với đường xích đạo của Sao Mộc), theo hướng nghịch và với độ lệch tâm là 0,1048.
Jupiter LV thuộc về nhóm Ananke, gồm các vệ tinh di hình quay ngược quỹ đạo Sao Mộc trong khoảng 22,8 đến 24,1 Gm, ở độ nghiêng khoảng 150-155°.

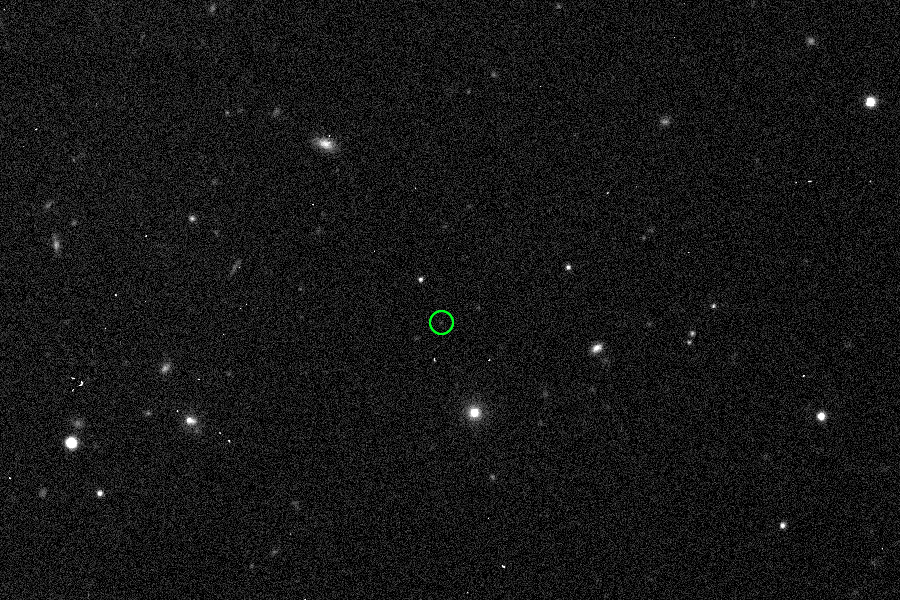
Hình ảnh Recovery của Jupiter LV vào ngày 30 tháng 10 năm 2010 (khoanh tròn)

Vệ tinh này đã bị mất sau khi được phát hiện vào năm 2003. Tuy nhiên thiên thể này đã được phát hiện trở lại vào năm 2017 và được ấn định tên gọi cố định vào năm đó.